# Маккормик, Дебби
Де́бора (Де́бби) Макко́рмик (англ. Deborah "Debbie" McCormick; урожд. Де́бби Ге́нри, англ. Debbie Henry; род. 8 января 1974, Саскатун, Саскачеван) — американская кёрлингистка. 
В составе женской сборной США участвовала в четырёх зимних Олимпийских играх (1998, 2002, 2010, 2014), девяти чемпионатах мира (чемпионы в 2003, когда женская команда США впервые выиграла чемпионат мира). Семикратная чемпионка США среди женщин. В составе юниорской женской сборной США участница и призёр юниорских чемпионатов мира. Четырёхкратная чемпионка США среди юниоров.
Играла в основном на позициях четвёртого и третьего. Несколько сезонов была скипом команды.

## Частная жизнь
Родилась в Канаде, в семье кёрлингистов: её отец — кёрлингист и тренер Уолли Генри, чемпион США среди мужчин, призёр чемпионатов мира; её брат Донни Генри (англ. Donnie Henry) играл на чемпионатах США. Когда Дебби была ещё маленькой, семья переехала в США.
Начала заниматься кёрлингом в 1988 году, в возрасте 14 лет.
Окончила технический колледж округа Мадисон.

## Достижения
- Чемпионат мира по кёрлингу среди женщин: золото (2003), серебро (1996, 1999).
- Чемпионат США по кёрлингу среди женщин: золото (2001, 2003, 2006, 2007, 2008, 2009, 2013), серебро (2002, 2004, 2005).
- Американский олимпийский отбор по кёрлингу: золото (1997, 2001, 2009, 2013), серебро (2005).
- Континентальный Кубок по кёрлингу: серебро (2003).
- Чемпионат мира по кёрлингу среди юниоров: серебро (1992, 1994), бронза (1993).
- Чемпионат США по кёрлингу среди юниоров: золото (1991, 1992, 1993, 1994), бронза (1990).

- Лучшая кёрлингистка года в США (англ. USA Curling Female Athlete of the Year): 2003, 2006.
- Кёрлинг-команда года в США (англ. USA Curling Team of the Year): 2003, 2013[6].

## Команды
| Сезон   | Четвёртый       | Третий             | Второй                | Первый             | Запасной                                        | Турниры                                     |
| ------- | --------------- | ------------------ | --------------------- | ------------------ | ----------------------------------------------- | ------------------------------------------- |
| 1988—89 | Эрика Браун     | Трейси Земан       | Shellie Holerud       | Джилл Джонс        | Дебби Генри                                     | ЧМЮ 1989 (6 место)                          |
| 1989—90 | Эрика Браун     | Джилл Джонс        | Shellie Holerud       | Дебби Генри        |                                                 | ЧСШАЮ 1990                                  |
| 1990—91 | Эрика Браун     | Джилл Джонс        | Shellie Holerud       | Дебби Генри        |                                                 | ЧСШАЮ 1991 · ЧМЮ 1991 (5 место)             |
| 1991—92 | Эрика Браун     | Кари Лиапис        | Стейси Лиапис         | Roberta Breyen     | Дебби Генри                                     | ЧСШАЮ 1992 · ЧМЮ 1992                       |
| 1992—93 | Эрика Браун     | Кари Лиапис        | Стейси Лиапис         | Дебби Генри        | Аналисса Джонсон (ЧМЮ)                          | ЧСШАЮ 1993 · ЧМЮ 1993                       |
| 1993—94 | Эрика Браун     | Дебби Генри        | Стейси Лиапис         | Аналисса Джонсон   | Эллисон Дарра                                   | ЧСШАЮ 1994 · ЧМЮ 1994                       |
| 1995—96 | Лиза Шёнеберг   | Эрика Браун        | Лори Маунтфорд        | Эллисон Дарра      | Дебби Генри                                     | ЧСШАЖ 1996 · ЧМ 1996                        |
| 1996—97 | Лиза Шёнеберг   | Эрика Браун        | Дебби Генри           | Лори Маунтфорд     |                                                 | АООК 1997                                   |
| 1997—98 | Лиза Шёнеберг   | Эрика Браун        | Дебби Генри           | Лори Маунтфорд     | Стейси Лиапис тренер: Стив Браун                | ЗОИ 1998 (5 место)                          |
| 1999—00 | Дебби Маккормик | Николь Джоренстед  | Стейси Лиапис         | Энн Суиссхелм      | тренер: Майкл Лиапис                            | ЧСШАЖ 2000 (4 место)                        |
| 2000—01 | Кари Эриксон    | Дебби Маккормик    | Стейси Лиапис         | Энн Суиссхелм      | Джони Коттен тренер: Майкл Лиапис               | ЧСШАЖ 2001 · ЧМ 2001 (6 место)              |
| 2001—02 | Кари Эриксон    | Дебби Маккормик    | Стейси Лиапис         | Энн Суиссхелм      | Джони Коттен тренер: Майкл Лиапис               | АООК 2001 · ЧСШАЖ 2002 · ЗОИ 2002 (4 место) |
| 2002—03 | Дебби Маккормик | Эллисон Поттинджер | Энн Суиссхелм Сильвер | Трейси Сэчен       | Джони Коттен (ЧМ) тренер: Уолли Генри           | ЧСШАЖ 2003 · ЧМ 2003                        |
| 2003—04 | Дебби Маккормик | Эллисон Поттинджер | Энн Суиссхелм Сильвер | Трейси Сэчен       | Джони Коттен (ЧСШАЖ)                            | ККК 2003 , · ЧСШАЖ 2004                     |
| 2004—05 | Дебби Маккормик | Эллисон Поттинджер | Энн Суиссхелм Сильвер | Трейси Сэчен       |                                                 | ЧСШАЖ/АООК 2005                             |
| 2005—06 | Дебби Маккормик | Эллисон Поттинджер | Николь Джоренстед     | Трейси Сэчен       | Натали Николсон тренер: Джони Коттен            | ЧСШАЖ 2006                                  |
| 2005—06 | Дебби Маккормик | Эллисон Поттинджер | Николь Джоренстед     | Натали Николсон    | Кейтлин Маролдо тренер: Уолли Генри             | ЧМ 2006                                     |
| 2006—07 | Дебби Маккормик | Эллисон Поттинджер | Николь Джоренстед     | Натали Николсон    | Трейси Сэчен                                    | ЧСШАЖ 2007                                  |
| 2006—07 | Дебби Маккормик | Эллисон Поттинджер | Николь Джоренстед     | Натали Николсон    | Морин Брант тренеры: Уолли Генри, Эд Лукович    | ЧМ 2007 (4 место)                           |
| 2007—08 | Дебби Маккормик | Эллисон Поттинджер | Николь Джоренстед     | Натали Николсон    | Трейси Сэчен тренер: Уолли Генри                | ЧСШАЖ 2008 · ЧМ 2008 (7 место)              |
| 2008—09 | Дебби Маккормик | Эллисон Поттинджер | Николь Джоренстед     | Натали Николсон    | Трейси Сэчен тренер: Уолли Генри                | ЧСШАЖ/АООК 2009 · ЧМ 2009 (9 место)         |
| 2009—10 | Дебби Маккормик | Эллисон Поттинджер | Николь Джоренстед     | Натали Николсон    | Трейси Сэчен тренер: Уолли Генри                | ЗОИ 2010 (10 место)                         |
| 2010—11 | Эрика Браун     | Нина Спатола       | Энн Суиссхелм         | Лора Хэллиси       | Дебби Маккормик                                 | ЧСШАЖ 2011 (4 место)                        |
| 2010—11 | Патти Ланк      | Кейтлин Маролдо    | Джессика Шульц        | Маккензи Ланк      | Дебби Маккормик тренер: Нил Харрисон            | ЧМ 2011 (7 место)                           |
| 2011—12 | Эрика Браун     | Дебби Маккормик    | Джессика Шульц        | Энн Суиссхелм      |                                                 | ЧСШАЖ 2012 (5 место)                        |
| 2012—13 | Эрика Браун     | Дебби Маккормик    | Джессика Шульц        | Энн Суиссхелм      | Сара Андерсон (ЧМ) тренер: Билл Тодхантер       | ЧСШАЖ 2013 · ЧМ 2013 (4 место)              |
| 2013—14 | Эрика Браун     | Дебби Маккормик    | Джессика Шульц        | Энн Суиссхелм      | Эллисон Поттинджер (ЗОИ) тренер: Билл Тодхантер | АООК 2013 · ЗОИ 2014 (10 место)             |
| 2014—15 | Дебби Маккормик | Кортни Джордж      | Emilia Juocys         | Stephanie Senneker | тренер: Билл Тодхантер                          | ЧСШАЖ 2015 (7 место)                        |

(скипы выделены полужирным шрифтом)